# Humphrey Carpenter
Humphrey William Bouverie Carpenter (Oxford, 29 april 1946 – aldaar, 4 januari 2005) was een Engelse biograaf, schrijver en radiospreker.
Carpenter woonde vrijwel zijn hele leven in Oxford. Zijn vader, Harry Carpenter, was verbonden aan de universiteit en werd later anglicaans bisschop van de stad. Zijn moeder, Urith Trevelyan, was onderwijzeres. Humphrey, hun enige kind, studeerde Engels aan Keble College in Oxford, en ging na zijn afstuderen voor de BBC werken; later werd het de lokale tak van de BBC in Oxford. Midden jaren zeventig begon hij zijn loopbaan als auteur. Zijn vroege dood werd veroorzaakt door een longembolie.

## Biografieën
Carpenter schreef biografieën over onder meer de auteurs J.R.R. Tolkien (1977) (en hij redigeerde tevens de uitgave van Tolkiens brieven), W.H. Auden (1981), Ezra Pound (1988) en Evelyn Waugh (1989). Daarnaast wijdde hij zich aan de levensbeschrijving van de componist Benjamin Britten (1992), van aartsbisschop van Canterbury Robert Runcie (1997), toneelschrijver Dennis Potter (1998) en komiek Spike Milligan (2004). Allebei de Tolkienboeken werden in het Nederlands vertaald door Max Schuchart.
Bovendien schreef hij een boek over Jezus, een biografie van de Inklings, een Oxfords literair gezelschap waar onder meer Tolkien en C.S. Lewis lid van waren geweest, en The Brideshead Generation: Evelyn Waugh and his Friends (1989) naar het boek Brideshead Revisited van Evelyn Waugh.

## Andere boeken
Carpenter schreef de geschiedenis van BBC Radio 3 (waar hij regelmatig als spreker te horen was), That Was Satire That Was over de opvallende toename van satire die in de jaren zestig in Engeland te horen en te zien was, over de Angry Young Men, die in de jaren vijftig opzien baarden in literair Engeland, Geniuses Together over de kolonie van Amerikaanse schrijvers in het Parijs van rond 1930, en hij publiceerde een geschiedenis van de Oxford University Dramatic Society ter gelegenheid van zijn honderdjarig bestaan in 1985. Zijn serie kinderboeken Mr Majeika genoot aanzienlijke populariteit en werd bewerkt voor televisie. Zijn encyclopedische The Oxford Companion to Children's Literature (1984), dat hij schreef met zijn vrouw Mari Prichard, werd een standaardwerk.

## Muziek
Carpenter was een getalenteerde jazzmusicus, die zowel piano, bassaxofoon, sousafoon als contrabas speelde. Hij musiceerde tientallen jaren in een band die hij zelf had opgericht, Vile Bodies genoemd, naar de roman van Evelyn Waugh.
Ook stichtte hij een theatergroep voor kinderen, de Mushy Pea Theatre Group, die onder meer zijn Mr. Majeika als musical uitvoerde, en een musical over kindsterretjes in Hollywood.
- Bibsys: 90053381
- Biblioteca Nacional de España: XX1647224
- Bibliothèque nationale de France: cb11895267k (data)
- Catàleg d'autoritats de noms i títols de Catalunya: 981058518580706706
- CiNii: DA00933565
- Gemeinsame Normdatei: 123681022
- International Standard Name Identifier: 0000 0003 7404 9707
- Library of Congress Control Number: n80001545
- Nationale Bibliotheek van Letland: 000054683
- Bibliotheek van het Japanse parlement: 00435343
- Nationale Bibliotheek van Tsjechië: jn19990001336
- Nationale bibliotheek van Australië: 36284783
- Nationale Bibliotheek van Israël: 987007278201305171
- Nationale Bibliotheek van Polen: a0000001134427
- Nationale en Universitaire bibliotheek Zagreb: 000124862
- Nederlandse Thesaurus van Auteursnamen: 068727887
- LIBRIS: 250717
- SNAC: w6vb153t
- Système universitaire de documentation: 026768232
- Virtual International Authority File: 41837660
- WorldCat: E39PBJbxJcgMV7mG8kpVRgptrq